# Liste der Stationen der S-Bahn München

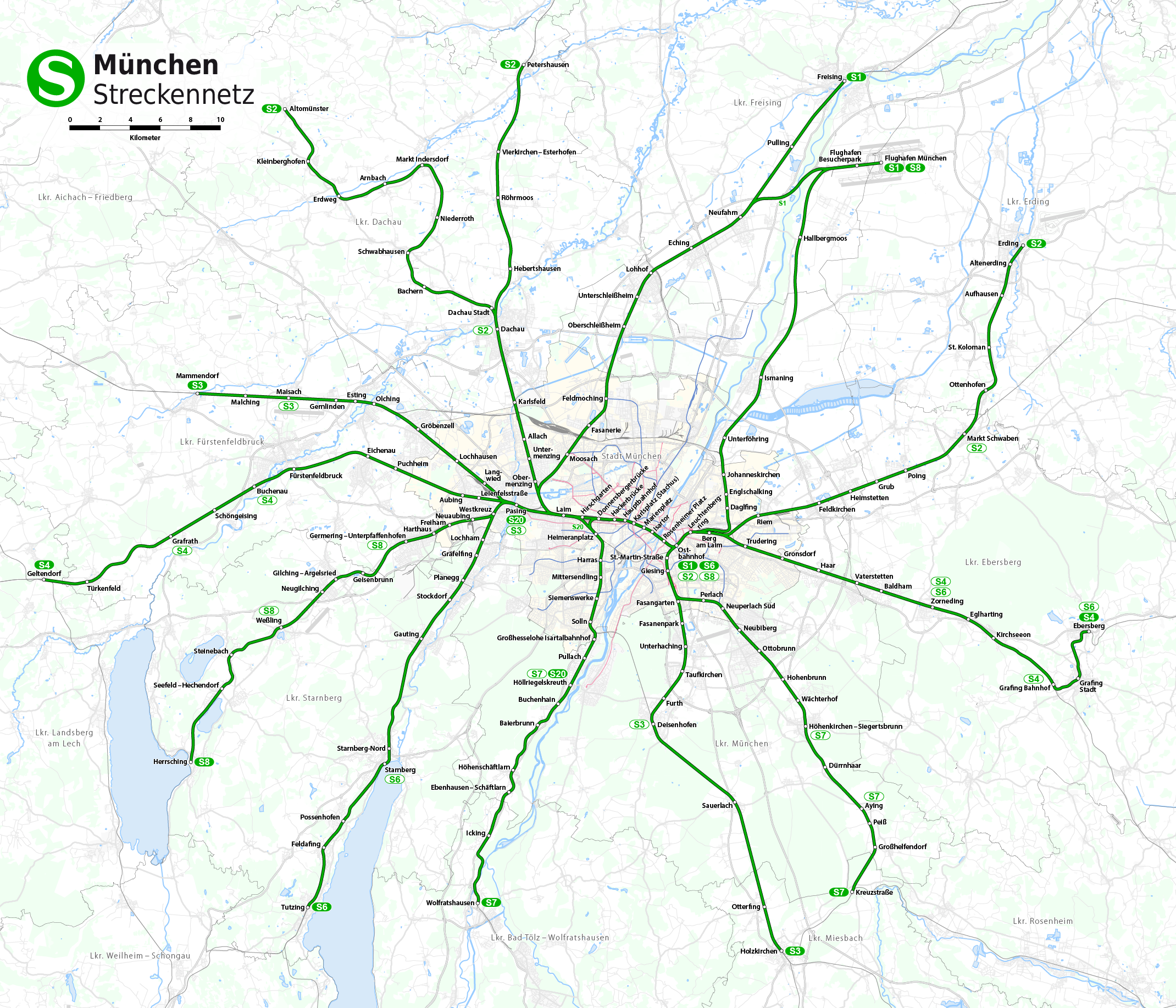
Streckennetz der Münchner S-Bahn

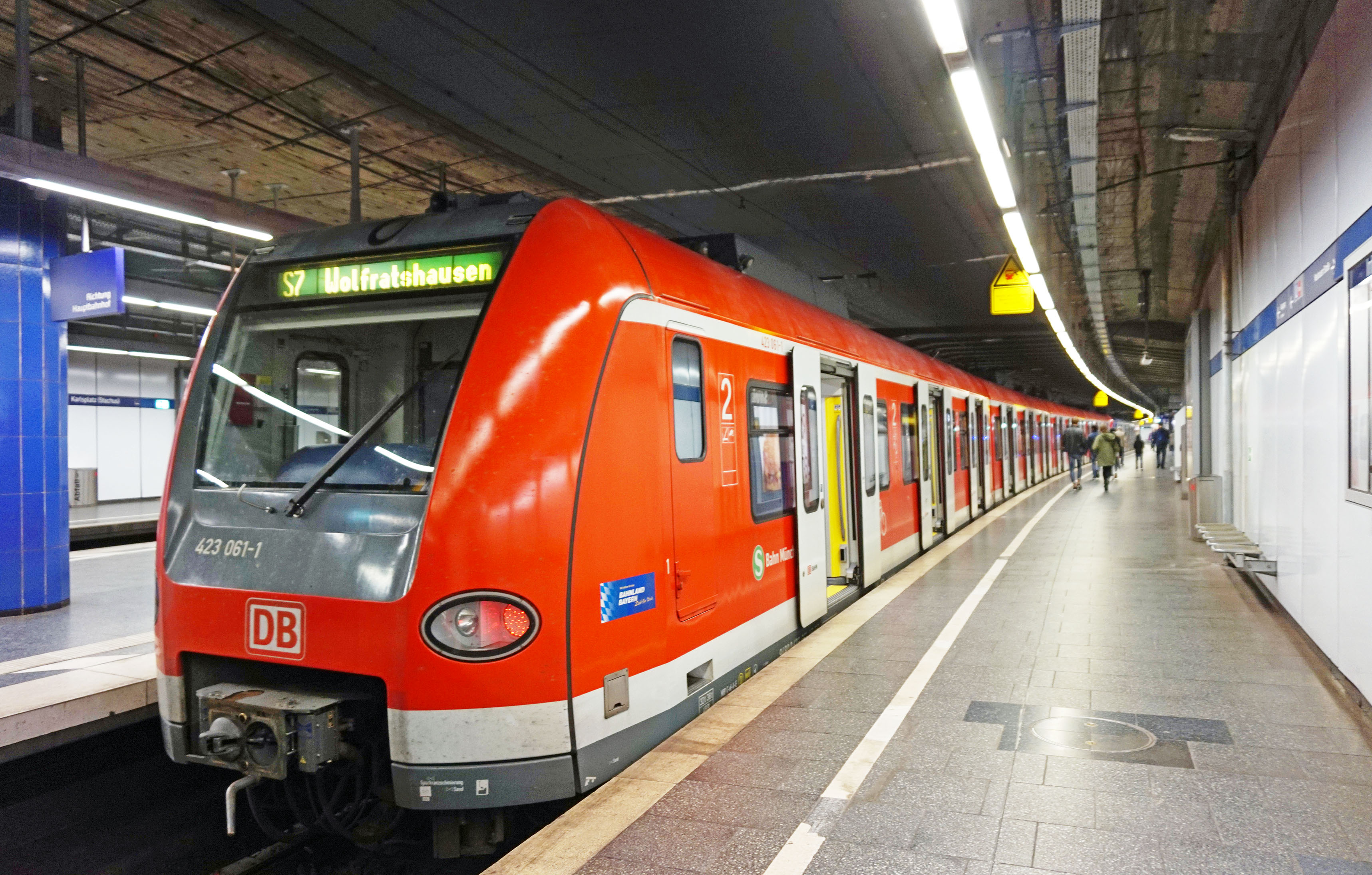
S-Bahn in der Station Karlsplatz (Stachus)

Diese Liste der Stationen der S-Bahn München führt alle ehemaligen, aktuellen und geplanten Stationen der Münchner S-Bahn auf.
Das von der DB Regio im Rahmen des Münchner Verkehrs- und Tarifverbundes betriebene, 1972 eröffnete S-Bahn-Netz beförderte 2010 pro Tag bis zu 800.000 Personen. Derzeit werden von acht Linien 150 Stationen bedient, von denen 42 ausschließlich auf dem Stadtgebiet von München liegen. Die weiteren 108 Stationen verteilen sich auf die zehn Landkreise München (34), Fürstenfeldbruck (16), Dachau (15), Starnberg (14), Ebersberg (11), Erding (6), Freising (6), Miesbach (3), Bad Tölz-Wolfratshausen (2) sowie Landsberg am Lech (1); die Stationen Harthaus und Karlsfeld befinden sich zum Teil auch auf Münchner Stadtgebiet. Innerhalb dieses Artikels werden erst in zwei kleineren Tabellen Daten zu allen Linien dargestellt, danach folgt die Liste mit allen ehemaligen, aktuellen und geplanten Stationen. Stillgelegte oder noch nicht in Betrieb genommene Stationen sind dort grau hinterlegt.
Im Bereich der S-Bahn München liegen acht von 31 unterirdischen Stationen im Netz der Deutschen Bahn.

## Übersicht

### Linien
Diese Tabelle gibt Auskunft über die Länge, die Anzahl der Stationen sowie die die Fahrzeiten der Linien. In den Spalten von/bis sind jeweils die Endstationen der Westlichen bzw. Östlichen Linienäste angegeben. Länge/Stationen West bzw. Ost enthalten die jeweiligen Werte für die Ostäste (ab Ostbahnhof) und für die Westäste (ab Donnersbergerbrücke). Die angegebene Fahrzeit entspricht dem Durchschnitt der Fahrzeiten für Hin- und Rückfahrt und kann deswegen und aufgrund seltenen Zugfahrten mit kürzeren/längeren Fahrzeiten leicht abweichen.
| Linie | Von               | Bis               | Länge in km | Halte- stellen | Durchschnittl. Abstand in Metern | Fahrzeit in Min. | Länge West in km | Stationen West | Länge Ost in km | Stationen Ost |
| ----- | ----------------- | ----------------- | ----------- | -------------- | -------------------------------- | ---------------- | ---------------- | -------------- | --------------- | ------------- |
| S1    | Freising          | Leuchtenbergring  | 44,71       | 21             | 2.236                            | 54               | 39,03            | 12             | 1,10            | 1             |
| S1    | Flughafen München | Leuchtenbergring  | 41,70       | 21             | 2.085                            | 55               | 39,10            | 12             | 1,10            | 1             |
| S2    | Petershausen      | Erding            | 75,15       | 32             | 2.348                            | 90               | 34,76            | 11             | 34,71           | 13            |
| S2    | Altomünster       | Erding            | 73,20       | 37             | 1.978                            | 111              | 32,80            | 16             | 34,71           | 13            |
| S3    | Mammendorf        | Holzkirchen       | 66,14       | 31             | 2.134                            | 81               | 29,33            | 12             | 31,13           | 11            |
| S4    | Geltendorf        | Ebersberg         | 78,90       | 34             | ?                                | 93               | 40,44            | 13             | 33,80           | 13            |
| S5    | Weßling           | Kreuzstraße       | ?           | 34             | ?                                | 90               | ?                | 12             | 30,07           | 14            |
| S6    | Tutzing           | Ebersberg         | 77,47       | 35             | ?                                | 94               | 37,99            | 14             | 33,80           | 13            |
| S7    | Wolfratshausen    | Hauptbahnhof      | ?           | 16             | ?                                | 91               | 29,47            | 14             | –               | –             |
| S8    | Herrsching        | Flughafen München | 75,55       | 32             | 2.361                            | 91               | 36,72            | 15             | 33,15           | 9             |
| S20   | Geltendorf        | Höllriegelskreuth | 51,20       | 19             | ?                                | 53               | 51,20            | 19             | –               | –             |

### Bahnhöfe
In dieser Tabelle sind alle von einer Linie angefahrenen Stationen von West nach Ost aufgeführt. Geplante Stationen sind kursiv, als Endstationen genutzte Bahnhöfe (Ende der Linien bzw. tageszeitabhängig oder Ende einzelner Fahrten) fett geschrieben.
| Linie | Bahnhöfe |
| ----- | --- |
| S1    | Freising – Pulling (Schwaigerloh (Wendeanlage) – Flughafen München – Flughafen Besucherpark) – Neufahrn – Eching – Lohhof – Unterschleißheim – Oberschleißheim – Feldmoching – Fasanerie – Moosach – Laim – Hirschgarten – Donnersbergerbrücke – Hackerbrücke – Hauptbahnhof – Karlsplatz (Stachus) – Marienplatz – Isartor – Rosenheimer Platz – Ostbahnhof – Leuchtenbergring |
| S2    | Petershausen – Vierkirchen-Esterhofen – Röhrmoos – Hebertshausen (Altomünster – Kleinberghofen – Erdweg – Arnbach – Markt Indersdorf – Niederroth – Schwabhausen – Bachern – Dachau Stadt) – Dachau Bahnhof – Karlsfeld – Allach – Untermenzing – Obermenzing – Laim – Hirschgarten – Donnersbergerbrücke – Hackerbrücke – Hauptbahnhof – Karlsplatz (Stachus) – Marienplatz – Isartor – Rosenheimer Platz – Ostbahnhof – Leuchtenbergring – Berg am Laim – Riem – Feldkirchen – Heimstetten – Grub – Poing – Markt Schwaben – Ottenhofen – St. Koloman – Aufhausen – Altenerding – Erding – Erding-Fliegerhorst – Schwaigerloh – Flughafen München – Flughafen Besucherpark – Pulling – Freising |
| S3    | Mammendorf – Malching – Maisach – Gernlinden – Esting – Olching – Gröbenzell – Lochhausen – Langwied – Pasing – Laim – Hirschgarten – Donnersbergerbrücke – Hackerbrücke – Hauptbahnhof – Karlsplatz (Stachus) – Marienplatz – Isartor – Rosenheimer Platz – Ostbahnhof – St.-Martin-Straße – Giesing Bhf. – Fasangarten – Fasanenpark – Unterhaching – Taufkirchen – Furth – Deisenhofen – Sauerlach – Otterfing – Holzkirchen |
| S4    | Geltendorf – Türkenfeld – Grafrath – Schöngeising – Buchenau – Fürstenfeldbruck – Eichenau – Puchheim – Aubing – Leienfelsstraße – Pasing – Laim – Hirschgarten – Donnersbergerbrücke – Hackerbrücke – Hauptbahnhof – Karlsplatz (Stachus) – Marienplatz – Isartor – Rosenheimer Platz – Ostbahnhof – Leuchtenbergring – Berg am Laim – Trudering (– Gronsdorf – Haar – Vaterstetten – Baldham – Zorneding – Eglharting – Kirchseeon – Grafing Bahnhof – Grafing Stadt – Ebersberg) |
| S5    | (Weßling – Neugilching – Gilching-Argelsried – Geisenbrunn – Germering-Unterpfaffenhofen – Harthaus – Freiham – Neuaubing – Westkreuz –) Pasing – Laim – Hirschgarten – Donnersbergerbrücke – Hackerbrücke – Hauptbahnhof – Karlsplatz (Stachus) – Marienplatz – Isartor – Rosenheimer Platz – Ostbahnhof – St.-Martin-Straße – Giesing – Perlach – Neuperlach Süd – Neubiberg – Ottobrunn – Hohenbrunn – Wächterhof – Höhenkirchen-Siegertsbrunn – Dürrnhaar – Aying – Peiß – Großhelfendorf – Kreuzstraße |
| S6    | Tutzing – Feldafing – Possenhofen – Starnberg – Starnberg Nord – Mühltal (stillgelegt) – Gauting – Stockdorf – Planegg – Gräfelfing – Lochham – Westkreuz – Pasing – Laim – Hirschgarten – Donnersbergerbrücke – Hackerbrücke – Hauptbahnhof – Karlsplatz (Stachus) – Marienplatz – Isartor – Rosenheimer Platz – Ostbahnhof – Leuchtenbergring – Berg am Laim – Trudering – Gronsdorf – Haar – Vaterstetten – Baldham – Zorneding – Eglharting – Kirchseeon – Grafing Bahnhof – Grafing Stadt – Ebersberg |
| S7    | Geretsried Süd – Geretsried Mitte – Gelting – Wolfratshausen – Icking – Ebenhausen-Schäftlarn – Hohenschäftlarn – Baierbrunn – Buchenhain – Höllriegelskreuth – Pullach – Großhesselohe Isartalbahnhof – Solln – Siemenswerke – Mittersendling – Harras – Heimeranplatz – Donnersbergerbrücke – Hauptbahnhof |
| S8    | Herrsching – Seefeld-Hechendorf – Steinebach – Weßling – Neugilching – Gilching-Argelsried – Geisenbrunn – Germering-Unterpfaffenhofen – Harthaus – Freiham – Neuaubing – Westkreuz – Pasing – Laim – Hirschgarten – Donnersbergerbrücke – Hackerbrücke – Hauptbahnhof – Karlsplatz (Stachus) – Marienplatz – Isartor – Rosenheimer Platz – Ostbahnhof – Leuchtenbergring – Daglfing – Englschalking – Johanneskirchen – Unterföhring – Ismaning – Hallbergmoos – Flughafen Besucherpark – Flughafen München – Schwaigerloh (Wendeanlage) |
| S20   | (Geltendorf – Türkenfeld – Grafrath – Schöngeising – Buchenau – Fürstenfeldbruck – Eichenau – Puchheim – Aubing – Leienfelsstraße –) Pasing – Heimeranplatz – Mittersendling – Siemenswerke – Solln – Großhesselohe Isartalbahnhof – Pullach – Höllriegelskreuth |

## Legende
- Station (Abk.): Name des S-Bahnhofs, Abkürzung im Betriebsstellenverzeichnis sowie Koordinaten mit Link zu Lagekarten
- : Link zu Lagekarten
- Eröffnung Datum der Eröffnung der Station
- Beginn S-Bahn-Betrieb: Beginn des regulären S-Bahn-Betriebes, dies entspricht dem Datum, ab dem die Station regelmäßig von Elektrotriebzügen der Baureihen 420 und 421 oder 423 bedient wurde
- Linien: An der Station haltende S-Bahn-Linien
- Art: Art der Betriebsstelle nach dem Betriebsstellenverzeichnis
  - Bf = Bahnhof
  - Hp = Haltepunkt
  - Bft = Bahnhofsteil
- Gl.: Anzahl der Bahnsteiggleise der Station, die für den S-Bahn-Betrieb genutzt werden
- Bahnsteige: Art der Bahnsteige (Mittel- oder Seitenbahnsteig, Spanische Lösung etc.)
- : Umsteigemöglichkeit zum Fernverkehr der Deutschen Bahn
- : Umsteigemöglichkeit zum Regionalverkehr (Deutsche Bahn, Bayerische Oberlandbahn, alex)
- : Umsteigemöglichkeit zur U-Bahn
- : Umsteigemöglichkeit zur Straßenbahn
- : Umsteigemöglichkeit zum Bus
- Besonderheiten, Anmerkungen, Sehenswürdigkeiten und wichtige Punkte: Besonderheiten des Bahnhofs sowie wichtige Gebäude und Plätze der Umgebung
- Stadtbezirk/Ort: Ort und Landkreis bzw. Stadtbezirk von München, in dem die S-Bahn-Station liegt

## Liste der Stationen
| Station (Abk.) Lage                     | Eröffnung     | Beginn S-Bahn-Betrieb | Linien                                | Art    | Gl. | Bahnsteige                   | Fernverkehr | Regionalverkehr | U-Bahn | Straßenbahn | Bus | Besonderheiten, Anmerkungen, Sehenswürdigkeiten und wichtige Punkte | Stadtbezirk bzw. Ort u. Landkreis                                   |
|                                         |               |                       |                                       |        |     |                              |             |                 |        |             |     | |                                                                     |
| --------------------------------------- | ------------- | --------------------- | ------------------------------------- | ------ | --- | ---------------------------- | ----------- | --------------- | ------ | ----------- | --- | --- | ------------------------------------------------------------------- |
| Allach (MMAL) ·                         | 14. Nov. 1867 | 28. Mai 1972          | S2                                    | Bf     | 2   | Mittelbahnsteig              |             |                 |        |             | Bus | | Allach-Untermenzing                                                 |
| Altenerding (MANE) ·                    | 1. Mai 1899   | 28. Mai 1972          | S2                                    | Bft    | 2   | Seitenbahnsteige             |             |                 |        |             | Bus | Therme Erding | Erding (Landkreis Erding)                                           |
| Altomünster (MAMT) ·                    | 13. Dez. 1913 | 28. Mai 1994          | S2                                    | Bf     | 2   | Mittelbahnsteig              |             |                 |        |             | Bus | Kloster Altomünster | Altomünster (Landkreis Dachau)                                      |
| Arnbach (MANB) ·                        | 13. Dez. 1913 | 28. Mai 1994          | S2                                    | Hp     | 1   | Seitenbahnsteig              |             |                 |        |             |     | | Schwabhausen (Landkreis Dachau)                                     |
| Aubing (MMAU) ·                         | 1. Mai 1873   | 28. Mai 1972          | S4 · S20                              | Hp     | 2   | Mittelbahnsteig              |             |                 |        |             | Bus | St. Quirin | Aubing-Lochhausen-Langwied                                          |
| Aufhausen (MAFE) ·                      | 16. Nov. 1872 | 28. Mai 1972          | S2                                    | Hp     | 1   | Seitenbahnsteig              |             |                 |        |             | Bus | | Erding (Landkreis Erding)                                           |
| Aying (MAY) ·                           | 6. Juni 1904  | 30. Sep. 1973         | S5                                    | Bf     | 2   | Seitenbahnsteige             |             |                 |        |             | Bus | Brauerei Aying | Aying (Landkreis München)                                           |
| Bachern (MBCN) ·                        | 8. Juli 1912  | 28. Mai 1994          | S2                                    | Hp     | 1   | Seitenbahnsteig              |             |                 |        |             | Bus | | Bergkirchen (Landkreis Dachau)                                      |
| Baierbrunn (MBAB) ·                     | 10. Juni 1891 | 31. Mai 1981          | S7                                    | Bf     | 2   | Seitenbahnsteige             |             |                 |        |             |     | Georgenstein | Baierbrunn (Landkreis München)                                      |
| Baldham (MBDH) ·                        | 1. Mai 1897   | 28. Mai 1972          | S4 · S6                               | Hp     | 2   | Mittelbahnsteig              |             |                 |        |             | Bus | | Vaterstetten (Landkreis Ebersberg)                                  |
| Berg am Laim (MBAL) ·                   | 1. Mai 1897   | 28. Mai 1972          | S2 · S4 · S6                          | Hp     | 2   | Mittelbahnsteig              |             |                 |        | Straßenbahn | Bus | Druckzentrum und Zentrale des Süddeutschen Verlags | Berg am Laim                                                        |
| Buchenau (MBAU) ·                       | 2. Okt. 1949  | 28. Mai 1972          | S4 · S20                              | Bf     | 3   | Mittel- und Seitenbahnsteige |             |                 |        |             | Bus | | Fürstenfeldbruck (Landkreis Fürstenfeldbruck)                       |
| Buchenhain (MBHA) ·                     | 14. Mai 1950  | 31. Mai 1981          | S7                                    | Hp     | 1   | Seitenbahnsteig              |             |                 |        |             |     | | Baierbrunn (Landkreis München)                                      |
| Dachau (MDA) ·                          | 14. Nov. 1867 | 28. Mai 1972          | S2                                    | Bf     | 3   | Mittelbahnsteig              |             | Regionalverkehr |        |             | Bus | Schloss Dachau, KZ-Gedenkstätte Dachau | Dachau (Landkreis Dachau)                                           |
| Dachau Stadt (MDAS) ·                   | 8. Juli 1912  | 28. Mai 1994          | S2                                    | Hp     | 1   | Seitenbahnsteig              |             |                 |        |             | Bus | | Dachau (Landkreis Dachau)                                           |
| Daglfing (MDFG) ·                       | 5. Juni 1909  | 30. Sep. 1973         | S8                                    | Bf     | 2   | Mittelbahnsteig              |             |                 |        |             | Bus | | Bogenhausen                                                         |
| Deisenhofen (MDS) ·                     | 31. Okt. 1857 | 28. Mai 1972          | S3                                    | Bf     | 2   | Mittelbahnsteige             |             | Regionalverkehr |        |             | Bus | | Oberhaching (Landkreis München)                                     |
| Donnersbergerbrücke (MMDN) ·            | 1. Sep. 1895  | 28. Mai 1972          | S1 · S2 · S3 · S4 · S5 · S6 · S7 · S8 | Bf     | 4   | Mittelbahnsteige             |             | Regionalverkehr |        |             | Bus | Einfädelung der S 7 in die Stammstrecke; Donnersbergerbrücke, Central Tower München, Hauptzollamt, Arnulfpark | Neuhausen-Nymphenburg                                               |
| Dürrnhaar (MDHR) ·                      | 6. Juni 1904  | 30. Sep. 1973         | S5                                    | Hp     | 1   | Seitenbahnsteig              |             |                 |        |             |     | | Aying (Landkreis München)                                           |
| Ebenhausen-Schäftlarn (MEBS) ·          | 10. Juni 1891 | 31. Mai 1981          | S7                                    | Bf     | 2   | Mittelbahnsteig              |             |                 |        |             | Bus | Kloster Schäftlarn | Schäftlarn (Landkreis München)                                      |
| Ebersberg (MEG) ·                       | 12. Nov. 1899 | 28. Mai 1972          | S4 · S6                               | Bf     | 1   | Mittelbahnsteig              |             | Regionalverkehr |        |             | Bus | | Ebersberg (Landkreis Ebersberg)                                     |
| Eching (MEC) ·                          | 5. Aug. 1889  | 28. Mai 1972          | S1                                    | Hp     | 2   | Seitenbahnsteige             |             |                 |        |             | Bus | | Eching (Landkreis Freising)                                         |
| Eglharting (MEGL) ·                     | 1. Mai 1897   | 28. Mai 1972          | S4 · S6                               | Hp     | 2   | Mittelbahnsteig              |             |                 |        |             | Bus | | Kirchseeon (Landkreis Ebersberg)                                    |
| Eichenau (MEIC) ·                       | 15. Mai 1935  | 28. Mai 1972          | S4 · S20                              | Hp     | 2   | Seitenbahnsteige             |             |                 |        |             | Bus | | Eichenau (Landkreis Fürstenfeldbruck)                               |
| Englschalking (MEGS) ·                  | 9. Juli 1911  | 30. Sep. 1973         | S8                                    | Hp     | 2   | Seitenbahnsteige             |             |                 |        |             |     | | Bogenhausen                                                         |
| Erding (MER) ·                          | 16. Nov. 1872 | 28. Mai 1972          | S2                                    | Bf     | 2   | Mittelbahnsteig              |             |                 |        |             | Bus | | Erding (Landkreis Erding)                                           |
| Erding-Fliegerhorst                     |               |                       | S2                                    |        |     |                              |             |                 |        |             |     | Geplanter Neubau für den Erdinger Ringschluss; Fliegerhorst Erding | Erding (Landkreis Erding)                                           |
| Erdweg (MEWG) ·                         | 13. Dez. 1913 | 28. Mai 1994          | S2                                    | Bf     | 2   | Seitenbahnsteig              |             |                 |        |             | Bus | St. Peter und Paul | Erdweg (Landkreis Dachau)                                           |
| Esting (MESG) ·                         | 1. Juni 1980  | 1. Juni 1980          | S3                                    | Hp     | 2   | Mittelbahnsteig              |             |                 |        |             | Bus | | Olching (Landkreis Fürstenfeldbruck)                                |
| Fasanenpark (MFP) ·                     | 26. Sep. 1971 | 28. Mai 1972          | S3                                    | Hp     | 2   | Seitenbahnsteige             |             |                 |        |             | Bus | Campeon | Unterhaching (Landkreis München)                                    |
| Fasanerie (MFAS) ·                      | 1. Mai 1896   | 28. Mai 1972          | S1                                    | Hp     | 2   | Seitenbahnsteige             |             |                 |        |             | Bus | Fasanerie-Nord, Dreiseenplatte | Feldmoching-Hasenbergl                                              |
| Fasangarten (MFG) ·                     | 10. Okt. 1898 | 28. Mai 1972          | S3                                    | Hp     | 2   | Seitenbahnsteige             |             |                 |        |             | Bus | Fasangarten | Obergiesing-Fasangarten                                             |
| Feldafing (MFA) ·                       | 1. Juli 1865  | 28. Mai 1972          | S6                                    | Hp     | 2   | Seitenbahnsteige             |             |                 |        |             | Bus | Roseninsel | Feldafing (Landkreis Starnberg)                                     |
| Feldkirchen (MFK) ·                     | 1. Mai 1871   | 28. Mai 1972          | S2                                    | Bf     | 2   | Mittelbahnsteig              |             |                 |        |             | Bus | | Feldkirchen (Landkreis München)                                     |
| Feldmoching (MFE) ·                     | 9. Feb. 1905  | 28. Mai 1972          | S1                                    | Bf     | 3   | Mittel- und Seitenbahnsteige |             | Regionalverkehr | U-Bahn |             | Bus | Walter-Sedlmayr-Platz | Feldmoching-Hasenbergl                                              |
| Flughafen Besucherpark (MFHB) ·         | 7. März 1992  | 7. März 1992          | S1 · S8                               | Bft    | 2   | Mittelbahnsteig              |             |                 |        |             | Bus | Aussichtshügel für Flughafen, Güterterminal des Flughafens | Hallbergmoos und Freising (beide Landkreis Freising)                |
| Flughafen München (MFHT) ·              | 7. März 1992  | 7. März 1992          | S1 · S8                               | Bft    | 2   | Mittelbahnsteig              |             | Regionalverkehr |        |             |     | Passagierterminals des Flughafens München, München Airport Center (MAC) | Oberding (Landkreis Erding)                                         |
| Freiham (MFH) ·                         | 1. Juli 1903  | 28. Mai 1972          | S8                                    | Bf     | 3   | Mittel- und Seitenbahnsteig  |             |                 |        |             |     | Personenverkehr am 1. Juni 1975 eingestellt, alter Bahnsteig 1981 abgerissen | Aubing-Lochhausen-Langwied                                          |
| Freiham (MFHH) ·                        | 14. Sep. 2013 | 14. Sep. 2013         | S5 · S8                               | Hp     | 2   | Seitenbahnsteige             |             |                 |        |             | Bus | Neuer Haltepunkt 2013 östlich des alten Bahnhofs für das Neubaugebiet Freiham errichtet | Aubing-Lochhausen-Langwied                                          |
| Freising (MFR) ·                        | 3. Nov. 1858  | 28. Mai 1972          | S1                                    | Bf     | 2   | Mittelbahnsteig              |             | Regionalverkehr |        |             | Bus | Domberg, Weihenstephan, Korbinianbrücke | Freising (Landkreis Freising)                                       |
| Fürstenfeldbruck (MFB) ·                | 1. Mai 1873   | 28. Mai 1972          | S4 · S20                              | Bf     | 2   | Mittelbahnsteig              |             | Regionalverkehr |        |             | Bus | Kloster Fürstenfeld | Fürstenfeldbruck (Landkreis Fürstenfeldbruck)                       |
| Furth (MFU) ·                           | 15. Mai 1934  | 28. Mai 1972          | S3                                    | Hp     | 2   | Seitenbahnsteige             |             |                 |        |             |     | Kugler Alm | Oberhaching (Landkreis München)                                     |
| Gauting (MGT) ·                         | 16. Juli 1854 | 28. Mai 1972          | S6                                    | Bf     | 2   | Mittelbahnsteig              |             |                 |        |             | Bus | | Gauting (Landkreis Starnberg)                                       |
| Geisenbrunn (MGIB) ·                    | 1. Juli 1903  | 28. Mai 1972          | S5 · S8                               | Hp     | 2   | Seitenbahnsteige             |             |                 |        |             |     | | Gilching (Landkreis Starnberg)                                      |
| Geltendorf (MGE) ·                      | 30. Juni 1898 | 28. Mai 1972          | S4 · S20                              | Bf     | 2   | Mittelbahnsteige             |             | Regionalverkehr |        |             | Bus | | Geltendorf (Landkreis Landsberg am Lech)                            |
| Gelting ·                               |               |                       | S7                                    | Bf     |     |                              |             |                 |        |             |     | Geplanter Neubau der Verlängerung von Wolfratshausen nach Geretsried | Geretsried (Landkreis Bad Tölz-Wolfratshausen)                      |
| Geretsried Mitte ·                      |               |                       | S7                                    | Hp     |     |                              |             |                 |        |             |     | Geplanter Neubau der Verlängerung von Wolfratshausen nach Geretsried bei Gartenberg; Nikolauskapelle | Geretsried (Landkreis Bad Tölz-Wolfratshausen)                      |
| Geretsried Süd ·                        |               |                       | S7                                    | Bf     |     |                              |             |                 |        |             |     | Geplanter Neubau der Verlängerung von Wolfratshausen nach Geretsried | Geretsried (Landkreis Bad Tölz-Wolfratshausen)                      |
| Germering-Unterpfaffenhofen (MUG) ·     | 1. Juli 1903  | 28. Mai 1972          | S5 · S8                               | Bf     | 3   | Mittel- und Seitenbahnsteige |             |                 |        |             | Bus | Bis 1992: Unterpfaffenhofen-Germering | Germering (Landkreis Fürstenfeldbruck)                              |
| Gernlinden (MGLD) ·                     | 1. Okt. 1902  | 28. Mai 1972          | S3                                    | Hp     | 2   | Mittelbahnsteig              |             |                 |        |             | Bus | | Maisach (Landkreis Fürstenfeldbruck)                                |
| Giesing (MGI) ·                         | 10. Okt. 1898 | 28. Mai 1972          | S3 · S5                               | Bft    | 2   | Mittelbahnsteig              |             |                 | U-Bahn | Straßenbahn | Bus | | Obergiesing-Fasangarten / Ramersdorf-Perlach                        |
| Gilching-Argelsried (MGCH) ·            | 1. Juli 1903  | 28. Mai 1972          | S5 · S8                               | Bf     | 2   | Mittelbahnsteig              |             |                 |        |             | Bus | | Gilching (Landkreis Starnberg)                                      |
| Gräfelfing (MGFL) ·                     | 1. Mai 1900   | 28. Mai 1972          | S6                                    | Hp     | 2   | Mittelbahnsteig              |             |                 |        |             | Bus | | Gräfelfing (Landkreis München)                                      |
| Grafing Bahnhof (MGB) ·                 | 15. Okt. 1871 | 28. Mai 1972          | S4 · S6                               | Bf     | 2   | Mittel- und Seitenbahnsteige |             | Regionalverkehr |        |             | Bus | | Grafing bei München (Landkreis Ebersberg)                           |
| Grafing Stadt (MGRS) ·                  | 12. Nov. 1899 | 28. Mai 1972          | S4 · S6                               | Hp     | 1   | Seitenbahnsteig              |             | Regionalverkehr |        |             | Bus | | Grafing bei München (Landkreis Ebersberg)                           |
| Grafrath (MGF) ·                        | 1. Mai 1873   | 28. Mai 1972          | S4 · S20                              | Bf     | 3   | Mittel- und Seitenbahnsteige |             |                 |        |             | Bus | | Grafrath (Landkreis Fürstenfeldbruck)                               |
| Gröbenzell (MGRZ) ·                     | 20. Nov. 1898 | 28. Mai 1972          | S3                                    | Hp     | 2   | Mittelbahnsteig              |             |                 |        |             | Bus | | Gröbenzell (Landkreis Fürstenfeldbruck)                             |
| Gronsdorf (MGDF) ·                      | 1. Mai 1897   | 28. Mai 1972          | S4 · S6                               | Hp     | 2   | Mittelbahnsteig              |             |                 |        |             | Bus | | Haar (Landkreis München)                                            |
| Großhelfendorf (MGHD) ·                 | 25. Nov. 1912 | 30. Sep. 1973         | S5                                    | Hp     | 1   | Seitenbahnsteig              |             |                 |        |             |     | | Aying (Landkreis München)                                           |
| Großhesselohe (MGO) ·                   | 24. Juni 1854 | –                     | S 12 S 22                             | Bf     | 3   | Mittel- und Seitenbahnsteige |             |                 |        |             |     | Personenverkehr am 31. Mai 1981 eingestellt | Pullach (Landkreis München)                                         |
| Großhesselohe Isartalbahnhof (MGOI) ·   | 10. Juni 1891 | 31. Mai 1981          | S7 · S20                              | Bft    | 2   | Mittelbahnsteig              |             |                 |        |             | Bus | Waldwirtschaft Großhesselohe | Pullach (Landkreis München)                                         |
| Grub (MGRB) ·                           | 1. Mai 1897   | 28. Mai 1972          | S2                                    | Hp     | 2   | Seitenbahnsteige             |             |                 |        |             | Bus | | Poing (Landkreis Ebersberg)                                         |
| Haar (MHR) ·                            | 15. Okt. 1871 | 28. Mai 1972          | S4 · S6                               | Bf     | 2   | Mittelbahnsteig              |             |                 |        |             | Bus | Isar-Amper-Klinikum München-Ost | Haar (Landkreis München)                                            |
| Hackerbrücke (MHAB) ·                   | 28. Mai 1972  | 28. Mai 1972          | S1 · S2 · S3 · S4 · S5 · S6 · S8      | Bf     | 2   | Mittelbahnsteig              |             |                 |        | Straßenbahn |     | Hackerbrücke, Zentraler Omnibusbahnhof, Circus Krone, BR-Hauptfunkhaus, Arnulfpark, Theresienwiese, Augustiner-Keller | Neuhausen-Nymphenburg                                               |
| Hallbergmoos (MHMO) ·                   | 7. März 1992  | 7. März 1992          | S8                                    | Hp     | 2   | Seitenbahnsteige             |             |                 |        |             | Bus | | Hallbergmoos (Landkreis Freising)                                   |
| Harras (MHAR) ·                         | 1. Mai 1896   | 31. Mai 1981          | S7                                    | Hp     | 2   | Mittelbahnsteig              |             | Regionalverkehr | U-Bahn |             | Bus | | Sendling                                                            |
| Harthaus (MHHS) ·                       | 5. Okt. 1947  | 28. Mai 1972          | S5 · S8                               | Hp     | 2   | Seitenbahnsteige             |             |                 |        |             | Bus | Liegt auf der Grenze zwischen der Stadt München und Germering | Aubing-Lochhausen-Langwied / Germering (Landkreis Fürstenfeldbruck) |
| Hauptbahnhof (MHT) ·                    | 28. Apr. 1972 | 28. Apr. 1972         | S1 · S2 · S3 · S4 · S5 · S6 · S7 · S8 | Hp     | 2   | Spanische Lösung             | Fernverkehr | Regionalverkehr | U-Bahn | Straßenbahn | Bus | BR-Hauptfunkhaus, Kinder- und Jugendmuseum, Oberlandesgericht | Ludwigsvorstadt-Isarvorstadt                                        |
| Hauptbahnhof – Holzkirchner Bf. (MHS) · | 29. März 1905 | –                     | S 10 S 22                             | Bft    | ?   | Mittelbahnsteig              | Fernverkehr | Regionalverkehr | U-Bahn | Straßenbahn | Bus | War bis zur Eröffnung des Südstreckentunnels (Anbindung der Strecke nach Wolfratshausen) westlich der Donnersbergerbrücke am 31. Mai 1981 Endstation der Züge aus Wolfratshausen bzw. aus Deisenhofen über Solln                                           | Ludwigsvorstadt-Isarvorstadt                                        |
| Hauptbahnhof – Starnberger Bf. (MHN) ·  | 7. März 1905  | 31. Mai 1981          | S4 · S20                              | Bft    |     | Mittelbahnsteig              | Fernverkehr | Regionalverkehr | U-Bahn | Straßenbahn | Bus | Morgens fahren einzelne Verstärkerzüge der S 4 und S 20 zum Hauptbahnhof. | Ludwigsvorstadt-Isarvorstadt                                        |
| Hebertshausen (MHSN) ·                  | 15. Aug. 1891 | 28. Mai 1972          | S2                                    | Hp     | 2   | Mittelbahnsteig              |             |                 |        |             | Bus | Bis zum 28. Mai 2000: Walpertshofen | Hebertshausen (Landkreis Dachau)                                    |
| Heimeranplatz (MHP) ·                   | 26. Sep. 1982 | 26. Sep. 1982         | S7 · S20                              | Hp, Bf | 3   | Mittel- und Seitenbahnsteige |             | Regionalverkehr | U-Bahn |             | Bus | ADAC-Zentrale, Fraunhofer-Haus | Sendling-Westpark                                                   |
| Heimstetten (MHEM) ·                    | 1. Mai 1897   | 28. Mai 1972          | S2                                    | Hp     | 2   | Seitenbahnsteige             |             |                 |        |             | Bus | | Kirchheim bei München (Landkreis München)                           |
| Herrsching (MHI) ·                      | 1. Juli 1903  | 28. Mai 1972          | S8                                    | Bf     | 2   | Mittelbahnsteig              |             |                 |        |             | Bus | Ammersee | Herrsching am Ammersee (Landkreis Starnberg)                        |
| Hirschgarten (MMHG) ·                   | 13. Dez. 2009 | 13. Dez. 2009         | S1 · S2 · S3 · S4 · S5 · S6 · S8      | Hp     | 2   | Mittelbahnsteig              |             |                 |        |             | Bus | Haltepunkt an der Friedenheimer Brücke, benannt nach einem weiter nördlich liegenden Park | Laim/Neuhausen-Nymphenburg                                          |
| Hohenbrunn (MHOB) ·                     | 6. Juni 1904  | 28. Mai 1972          | S5                                    | Bf     | 2   | Mittelbahnsteig              |             |                 |        |             | Bus | | Hohenbrunn (Landkreis München)                                      |
| Höhenkirchen-Siegertsbrunn (MHSB) ·     | 6. Juni 1904  | 30. Sep. 1973         | S5                                    | Bf     | 2   | Seitenbahnsteige             |             |                 |        |             | Bus | | Höhenkirchen-Siegertsbrunn (Landkreis München)                      |
| Hohenschäftlarn (MHSL) ·                | 10. Juni 1891 | 31. Mai 1981          | S7                                    | Hp     | 1   | Seitenbahnsteig              |             |                 |        |             | Bus | | Schäftlarn (Landkreis München)                                      |
| Höllriegelskreuth (MHRK) ·              | 10. Juni 1891 | 31. Mai 1981          | S7 · S20                              | Bf     | 2   | Mittelbahnsteig              |             |                 |        |             | Bus | Bis 22. Mai 1977: Höllriegelskreuth-Grünwald | Pullach (Landkreis München)                                         |
| Holzkirchen (MHO) ·                     | 31. Okt. 1857 | 1. Juni 1975          | S3                                    | Bf     | 2   | Mittelbahnsteig              |             | Regionalverkehr |        |             |     | Mangfalltalbahn | Holzkirchen (Landkreis Miesbach)                                    |
| Icking (MIC) ·                          | 27. Juli 1891 | 31. Mai 1981          | S7                                    | Bf     | 2   | Seitenbahnsteige             |             |                 |        |             | Bus | | Icking (Landkreis Bad Tölz-Wolfratshausen)                          |
| Isartor (MIT) ·                         | 28. Apr. 1972 | 28. Apr. 1972         | S1 · S2 · S3 · S4 · S5 · S6 · S8      | Bf     | 2   | Mittelbahnsteig              |             |                 |        | Straßenbahn | Bus | Isartor, Deutsches Museum, Europäisches Patentamt, Valentin-Karlstadt-Musäum | Altstadt-Lehel                                                      |
| Ismaning (MIS) ·                        | 5. Juni 1909  | 30. Sep. 1973         | S8                                    | Bf     | 2   | Mittelbahnsteig              |             |                 |        |             | Bus | Tunnelbahnhof, eröffnet am 7. März 1992 | Ismaning (Landkreis München)                                        |
| Johanneskirchen (MJK) ·                 | 5. Juni 1909  | 30. Sep. 1973         | S8                                    | Bf     | 2   | Mittelbahnsteig              |             |                 |        |             | Bus | | Bogenhausen                                                         |
| Karlsfeld (MKF) ·                       | 1. Mai 1896   | 28. Mai 1972          | S2                                    | Hp     | 2   | Mittelbahnsteig              |             |                 |        |             | Bus | Liegt auf der Grenze zwischen der Stadt München und Karlsfeld | Allach-Untermenzing / Karlsfeld (Landkreis Dachau)                  |
| Karlsplatz (Stachus) (MKA) ·            | 28. Apr. 1972 | 28. Apr. 1972         | S1 · S2 · S3 · S4 · S5 · S6 · S8      | Hp     | 2   | Spanische Lösung             |             |                 | U-Bahn | Straßenbahn |     | Justizpalast (Bayerisches Verfassungsgericht, Oberlandesgericht, Landgericht München I), Neuhauser Straße, Karlstor, Karlsplatz, Alter Botanischer Garten, Bayerische Börse, Maxburg, Amtsgericht, Bayerisches Landesamt für Steuern, Wittelsbacherbrunnen | Altstadt-Lehel                                                      |
| Kirchseeon (MKO) ·                      | 15. Okt. 1871 | 28. Mai 1972          | S4 · S6                               | Hp     | 2   | Seitenbahnsteige             |             |                 |        |             | Bus | | Kirchseeon (Landkreis Ebersberg)                                    |
| Kleinberghofen (MKHN) ·                 | 13. Dez. 1913 | 28. Mai 1994          | S2                                    | Hp     | 1   | Seitenbahnsteig              |             |                 |        |             | Bus | | Erdweg (Landkreis Dachau)                                           |
| Kreuzstraße (MKZ) ·                     | 25. Nov. 1912 | 30. Sep. 1973         | S5                                    | Bf     | 3   | Mittel- und Seitenbahnsteige |             | Regionalverkehr |        |             |     | Mangfalltalbahn | Valley (Landkreis Miesbach)                                         |
| Laim (ML) ·                             | 30. Aug. 1894 | 28. Mai 1972          | S1 · S2 · S3 · S4 · S5 · S6 · S8      | Bf     | 3   | Mittel- und Seitenbahnsteige |             |                 |        |             | Bus | Einfädelung der S 1 und S 2 in die Stammstrecke; Westlicher Endpunkt des geplanten Zweiten Stammstreckentunnels | Laim                                                                |
| Langwied (MLW) ·                        | 6. Jan. 1947  | 28. Mai 1972          | S3                                    | Hp     | 2   | Mittelbahnsteig              |             |                 |        |             | Bus | | Aubing-Lochhausen-Langwied                                          |
| Leienfelsstraße (MLEF) ·                | 27. Sep. 1970 | 28. Mai 1972          | S4 · S20                              | Hp     | 2   | Seitenbahnsteige             |             |                 |        |             |     | | Aubing-Lochhausen-Langwied                                          |
| Leuchtenbergring (MLEU) ·               | 27. Mai 1972  | 28. Mai 1972          | S2 · S4 · S6 · S8                     | Bft    | 4   | Mittelbahnsteige             |             |                 |        |             | Bus | | Au-Haidhausen / Bogenhausen / Berg am Laim                          |
| Lochham (MLCH) ·                        | 1. Mai 1896   | 28. Mai 1972          | S6                                    | Hp     | 2   | Mittelbahnsteig              |             |                 |        |             | Bus | | Gräfelfing (Landkreis München)                                      |
| Lochhausen (MLO) ·                      | 25. Aug. 1839 | 28. Mai 1972          | S3                                    | Bf     | 2   | Mittelbahnsteig              |             |                 |        |             | Bus | | Aubing-Lochhausen-Langwied                                          |
| Lohhof (MLH) ·                          | 3. Nov. 1858  | 28. Mai 1972          | S1                                    | Bf     | 2   | Mittelbahnsteig              |             |                 |        |             | Bus | | Unterschleißheim (Landkreis München)                                |
| Maisach (MMA) ·                         | 7. Dez. 1839  | 28. Mai 1972          | S3                                    | Bf     | 2   | Mittelbahnsteig              |             |                 |        |             | Bus | | Maisach (Landkreis Fürstenfeldbruck)                                |
| Malching (MMAG) ·                       | 15. Mai 1927  | 29. Mai 1988          | S3                                    | Hp     | 1   | Seitenbahnsteig              |             |                 |        |             | Bus | | Maisach (Landkreis Fürstenfeldbruck)                                |
| Mammendorf (MMAM) ·                     | 4. Apr. 1840  | 29. Mai 1988          | S3                                    | Bf     | 2   | Mittelbahnsteig              |             | Regionalverkehr |        |             | Bus | Bis 2005: Nannhofen | Mammendorf (Landkreis Fürstenfeldbruck)                             |
| Marienhof ·                             |               |                       |                                       | Hp     | 2   | Spanische Lösung             |             |                 | U-Bahn | Straßenbahn |     | Teil der geplanten Zweiten Stammstrecke nördlich der bestehenden Station Marienplatz; Marienhof, Neues Rathaus, Frauenkirche, Hofbräuhaus, Alter Hof | Altstadt-Lehel                                                      |
| Marienplatz (MMP) ·                     | 28. Apr. 1972 | 28. Apr. 1972         | S1 · S2 · S3 · S4 · S5 · S6 · S8      | Hp     | 2   | Spanische Lösung             |             |                 | U-Bahn | Straßenbahn | Bus | Neues und Altes Rathaus, Viktualienmarkt, Marienplatz, Kaufingerstraße, Alter Peter, MVG-Kundencenter, Schrannenhalle, Synagoge, Frauenkirche, Hofbräuhaus, Alter Hof                                                                                      | Altstadt-Lehel                                                      |
| Markt Indersdorf (MIDR) ·               | 8. Juli 1912  | 28. Mai 1994          | S2                                    | Hp     | 1   | Seitenbahnsteige             |             |                 |        |             | Bus | Kloster Indersdorf | Markt Indersdorf (Landkreis Dachau)                                 |
| Markt Schwaben (MSB) ·                  | 1. Mai 1871   | 28. Mai 1972          | S2                                    | Bf     | 2   | Mittelbahnsteig              |             | Regionalverkehr |        |             | Bus | | Markt Schwaben (Landkreis Ebersberg)                                |
| Menterschwaige ·                        |               |                       | –                                     | Hp     |     |                              |             |                 |        | Straßenbahn |     | Geplanter Haltepunkt östlich der Großhesseloher Brücke; Teil des Ausbaus der Sendlinger Spange; Bavaria Film und -Filmstadt | Untergiesing-Harlaching                                             |
| Mittersendling (MMT) ·                  | 24. Juni 1854 | 31. Mai 1981          | S7 · S20                              | Bf     | 2   | Mittelbahnsteig              |             | Regionalverkehr |        |             |     | | Sendling                                                            |
| Moosach (MMCH) ·                        | 1. Dez. 1892  | 28. Mai 1972          | S1                                    | Bf     | 3   | Mittel- und Seitenbahnsteige |             | Regionalverkehr | U-Bahn | Straßenbahn | Bus | | Moosach                                                             |
| Mühlthal (MMTL) ·                       | 16. Sep. 1854 | 28. Mai 1972          | S6                                    | Hp     | 2   | Seitenbahnsteige             |             |                 |        |             |     | Aufgelassen am 12. Dezember 2004 | Starnberg (Landkreis Starnberg)                                     |
| Neuaubing (MNA) ·                       | 20. Nov. 1905 | 28. Mai 1972          | S5 · S8                               | Bf     | 2   | Seitenbahnsteige             |             |                 |        |             | Bus | | Aubing-Lochhausen-Langwied                                          |
| Neubiberg (MNB) ·                       | 6. Juni 1904  | 28. Mai 1972          | S5                                    | Bf     | 2   | Mittelbahnsteig              |             |                 |        |             | Bus | Universität der Bundeswehr München, Landschaftspark Hachinger Tal | Neubiberg (Landkreis München)                                       |
| Neufahrn (MNF) ·                        | 1880          | 28. Mai 1972          | S1                                    | Bf     | 3   | Mittel- und Seitenbahnsteige |             |                 |        |             | Bus | Flügelung der Züge nach Freising und Flughafen | Neufahrn bei Freising (Landkreis Freising)                          |
| Neugilching (MNGH) ·                    | 1. Mai 1972   | 28. Mai 1972          | S5 · S8                               | Hp     | 2   | Seitenbahnsteige             |             |                 |        |             | Bus | Flugplatz Oberpfaffenhofen, Deutsches Zentrum für Luft- und Raumfahrt | Gilching (Landkreis Starnberg)                                      |
| Neuperlach Süd (MNPS) ·                 | 17. Dez. 1977 | 17. Dez. 1977         | S5                                    | Hp     | 1   | Kombibahnsteig               |             |                 | U-Bahn |             | Bus | | Ramersdorf-Perlach                                                  |
| Niederroth (MNRO) ·                     | 8. Juli 1912  | 28. Mai 1994          | S2                                    | Hp     | 1   | Seitenbahnsteig              |             |                 |        |             |     | | Markt Indersdorf (Landkreis Dachau)                                 |
| Obermenzing (MOZ) ·                     | 23. Dez. 1905 | 28. Mai 1972          | S2                                    | Hp     | 2   | Mittelbahnsteig              |             |                 |        |             | Bus | | Pasing-Obermenzing                                                  |
| Oberschleißheim (MOSM) ·                | 28. Mai 1972  | 28. Mai 1972          | S1                                    | Bf     | 3   | Mittel- und Seitenbahnsteige |             |                 |        |             | Bus | Flugwerft Schleißheim des Deutschen Museums, Schloss Schleißheim | Oberschleißheim (Landkreis München)                                 |
| Olching (MOL) ·                         | 27. Okt. 1839 | 28. Mai 1972          | S3                                    | Bf     | 2   | Mittelbahnsteig              |             |                 |        |             | Bus | | Olching (Landkreis Fürstenfeldbruck)                                |
| Olympiastadion (MOLY) ·                 | 26. Mai 1972  | 26. Mai 1972          | S 5 S 8 S 11 S 25                     | Bf     | 4   | Mittelbahnsteige             |             |                 |        |             |     | Eigens für die Olympischen Sommerspiele 1972 westlich des Olympiaparks errichteter Bahnhof, danach nur noch für Großveranstaltungen in Betrieb, am 26. Juni 1988 Personenverkehr eingestellt                                                               | Milbertshofen/Moosach                                               |
| Ostbahnhof (MOP) ·                      | 15. März 1871 | 28. Apr. 1972         | S1 · S2 · S3 · S4 · S5 · S6 · S8      | Bf     | 5   | Mittelbahnsteige             | Fernverkehr | Regionalverkehr | U-Bahn | Straßenbahn | Bus | Technisches Rathaus, Werksviertel | Au-Haidhausen                                                       |
| Ottenhofen (MONH) ·                     | 16. Nov. 1872 | 28. Mai 1972          | S2                                    | Bf     | 2   | Mittelbahnsteig              |             |                 |        |             | Bus | | Ottenhofen (Landkreis Erding)                                       |
| Otterfing (MOTF) ·                      | 1. Okt. 1891  | 1. Juni 1975          | S3                                    | Hp     | 2   | Seitenbahnsteige             |             | Regionalverkehr |        |             |     | | Otterfing (Landkreis Miesbach)                                      |
| Ottobrunn (MOBR) ·                      | 1914/1922 (?) | 28. Mai 1972          | S5                                    | Hp     | 1   | Seitenbahnsteig              |             |                 |        |             | Bus | | Ottobrunn (Landkreis München)                                       |
| Pasing (MP) ·                           | 4. Okt. 1840  | 28. Mai 1972          | S3 · S4 · S5 · S6 · S8 · S20          | Bf     | 5   | Mittel- und Seitenbahnsteige | Fernverkehr | Regionalverkehr |        | Straßenbahn | Bus | Pasinger Marienplatz, Pasinger Fabrik, Pasing Arcaden | Pasing-Obermenzing                                                  |
| Peiß (MPEI) ·                           | 25. Nov. 1912 | 30. Sep. 1973         | S5                                    | Hp     | 1   | Seitenbahnsteig              |             |                 |        |             | Bus | | Aying (Landkreis München)                                           |
| Perlach (MPER) ·                        | 6. Juni 1904  | 28. Mai 1972          | S5                                    | Bf     | 2   | Mittelbahnsteig              |             |                 |        |             | Bus | St. Michael | Ramersdorf-Perlach                                                  |
| Petershausen (MPE) ·                    | 14. Nov. 1867 | 28. Mai 1972          | S2                                    | Bf     | 2   | Mittel- und Seitenbahnsteige |             | Regionalverkehr |        |             | Bus | | Petershausen (Landkreis Dachau)                                     |
| Planegg (MPL) ·                         | 21. Mai 1854  | 28. Mai 1972          | S6                                    | Hp     | 2   | Mittelbahnsteig              |             |                 |        |             | Bus | | Planegg (Landkreis München)                                         |
| Poing (MPO) ·                           | 1. Mai 1871   | 28. Mai 1972          | S2                                    | Hp     | 2   | Seitenbahnsteige             |             |                 |        |             | Bus | | Poing (Landkreis Ebersberg)                                         |
| Possenhofen (MPH) ·                     | 1. Juli 1865  | 28. Mai 1972          | S6                                    | Hp     | 2   | Mittelbahnsteig              |             |                 |        |             | Bus | Schloss Possenhofen | Pöcking (Landkreis Starnberg)                                       |
| Puchheim (MPM) ·                        | 1. Mai 1896   | 28. Mai 1972          | S4 · S20                              | Bf     | 3   | Mittel- und Seitenbahnsteige |             |                 |        |             | Bus | | Puchheim (Landkreis Fürstenfeldbruck)                               |
| Pullach (MPUL) ·                        | 10. Juni 1891 | 31. Mai 1981          | S7                                    | Hp     | 2   | Seitenbahnsteige             |             |                 |        |             | Bus | Burg Schwaneck | Pullach (Landkreis München)                                         |
| Pulling (MPU) ·                         | 1. Juni 1886  | 28. Mai 1972          | S1                                    | Hp     | 2   | Seitenbahnsteige             |             |                 |        |             |     | | Freising (Landkreis Freising)                                       |
| Riem (MRI) ·                            | 1. Mai 1871   | 28. Mai 1972          | S2                                    | Bf     | 3   | Mittel- und Seitenbahnsteige |             |                 |        |             | Bus | Galopprennbahn Riem, Olympia-Reitstadion, Messe München (Gelände) | Trudering-Riem                                                      |
| Röhrmoos (MRM) ·                        | 14. Nov. 1867 | 28. Mai 1972          | S2                                    | Hp     | 2   | Mittelbahnsteig              |             |                 |        |             | Bus | | Röhrmoos (Landkreis Dachau)                                         |
| Rosenheimer Platz (MRP) ·               | 28. Apr. 1972 | 28. Apr. 1972         | S1 · S2 · S3 · S4 · S5 · S6 · S8      | Hp     | 2   | Mittelbahnsteig              |             |                 |        | Straßenbahn |     | Gasteig | Au-Haidhausen                                                       |
| Sauerlach (MSR) ·                       | 31. Okt. 1857 | 1. Juni 1975          | S3                                    | Hp     | 2   | Seitenbahnsteige             |             |                 |        |             | Bus | | Sauerlach (Landkreis München)                                       |
| Schöngeising (MSNG) ·                   | 1. Dez. 1893  | 28. Mai 1972          | S4 · S20                              | Hp     | 2   | Seitenbahnsteige             |             |                 |        |             | Bus | | Schöngeising (Landkreis Fürstenfeldbruck)                           |
| Schwabhausen (MSHH) ·                   | 8. Juli 1912  | 28. Mai 1994          | S2                                    | Hp     | 2   | Seitenbahnsteig              |             |                 |        |             | Bus | | Schwabhausen (Landkreis Dachau)                                     |
| Schwaigerloh                            |               |                       | S1 · S2 · S8                          | Bf     |     |                              |             |                 |        |             |     | Geplanter Neubau für den Erdinger Ringschluss | Oberding (Landkreis Erding)                                         |
| Seefeld-Hechendorf (MSH) ·              | 1. Juli 1903  | 28. Mai 1972          | S8                                    | Bf     | 2   | Mittelbahnsteig              |             |                 |        |             | Bus | Pilsensee | Seefeld in Oberbayern (Landkreis Starnberg)                         |
| Siemenswerke (MSW) ·                    | 25. Sep. 1966 | 31. Mai 1981          | S7 · S20                              | Hp     | 2   | Seitenbahnsteige             |             | Regionalverkehr | U-Bahn |             |     | | Thalkirchen-Obersendling-Forstenried-Fürstenried-Solln              |
| Solln (MSN) ·                           | 1. Mai 1896   | 31. Mai 1981          | S7 · S20                              | Bft    | 2   | Seitenbahnsteige             |             | Regionalverkehr |        |             | Bus | Zwei getrennte Bahnsteige für beide Gleise, beide Bahnsteige stadtauswärts links gelegen | Thalkirchen-Obersendling-Forstenried-Fürstenried-Solln              |
| Starnberg (MST) ·                       | 28. Nov. 1854 | 28. Mai 1972          | S6                                    | Bf     | 2   | Mittelbahnsteig              |             | Regionalverkehr |        |             | Bus | Bahnhof direkt am Starnberger See und am Starnberger Dampfersteg | Starnberg (Landkreis Starnberg)                                     |
| Starnberg Nord (MSNO) ·                 | 10. Juni 2001 | 10. Juni 2001         | S6                                    | Hp     | 2   | Seitenbahnsteige             |             |                 |        |             | Bus | | Starnberg (Landkreis Starnberg)                                     |
| Steinebach (MSA) ·                      | 1. Juli 1903  | 28. Mai 1972          | S8                                    | Hp     | 1   | Seitenbahnsteig              |             |                 |        |             | Bus | Wörthsee | Wörthsee (Landkreis Starnberg)                                      |
| St. Koloman (MKL) ·                     | 1. Juni 1890  | 28. Mai 1972          | S2                                    | Hp     | 1   | Seitenbahnsteig              |             |                 |        |             |     | | Wörth (Landkreis Erding)                                            |
| St.-Martin-Straße (MMAR) ·              | 26. Sep. 1971 | 28. Mai 1972          | S3 · S5                               | Bft    | 2   | Mittelbahnsteig              |             |                 |        |             |     | Ostfriedhof | Obergiesing-Fasangarten / Ramersdorf-Perlach                        |
| Stockdorf (MSD) ·                       | 1. Okt. 1902  | 28. Mai 1972          | S6                                    | Hp     | 2   | Mittelbahnsteig              |             |                 |        |             |     | | Gauting (Landkreis Starnberg), Ortsteil Stockdorf                   |
| Taufkirchen (MTU) ·                     | 10. Okt. 1898 | 28. Mai 1972          | S3                                    | Hp     | 2   | Seitenbahnsteige             |             |                 |        |             | Bus | Bis 2. Juni 1991: Taufkirchen-Unterhaching | Taufkirchen (Landkreis München)                                     |
| Trudering (MTR) ·                       | 15. Okt. 1871 | 28. Mai 1972          | S4 · S6                               | Bf     | 2   | Mittelbahnsteig              |             |                 | U-Bahn |             | Bus | | Trudering-Riem                                                      |
| Türkenfeld (MTFD) ·                     | 1. Mai 1873   | 28. Mai 1972          | S4 · S20                              | Hp     | 2   | Seitenbahnsteige             |             |                 |        |             | Bus | | Türkenfeld (Landkreis Fürstenfeldbruck)                             |
| Tutzing (MTZ) ·                         | 1. Juli 1865  | 28. Mai 1972          | S6                                    | Bf     | 1   | Seitenbahnsteig              | Fernverkehr | Regionalverkehr |        |             | Bus | Beginn der Kochelseebahn, Starnberger See | Tutzing (Landkreis Starnberg)                                       |
| Unterföhring (MUFG) ·                   | 5. Juni 1909  | 30. Sep. 1973         | S8                                    | Hp     | 2   | Mittelbahnsteig              |             |                 |        |             | Bus | Tunnelbahnhof, eröffnet am 21. November 2005; Feringasee | Unterföhring (Landkreis München)                                    |
| Unterhaching (MUH) ·                    | 10. Okt. 1898 | 28. Mai 1972          | S3                                    | Hp     | 2   | Seitenbahnsteige             |             |                 |        |             | Bus | | Unterhaching (Landkreis München)                                    |
| Untermenzing (MAUG) ·                   | 11. Dez. 2005 | 11. Dez. 2005         | S2                                    | Hp     | 2   | Mittelbahnsteig              |             |                 |        |             | Bus | | Allach-Untermenzing                                                 |
| Unterschleißheim (MUSM) ·               | 17. Dez. 1977 | 17. Dez. 1977         | S1                                    | Hp     | 2   | Seitenbahnsteige             |             |                 |        |             | Bus | | Unterschleißheim (Landkreis München)                                |
| Vaterstetten (MVS) ·                    | 1. Mai 1897   | 28. Mai 1972          | S4 · S6                               | Hp     | 2   | Mittelbahnsteig              |             |                 |        |             | Bus | | Vaterstetten (Landkreis Ebersberg)                                  |
| Vierkirchen-Esterhofen (MESH) ·         | 1. Juni 1889  | 28. Mai 1972          | S2                                    | Hp     | 1   | Seitenbahnsteig              |             |                 |        |             | Bus | Bis 28. Mai 2000: Esterhofen | Vierkirchen (Landkreis Dachau)                                      |
| Wächterhof (MWAE) ·                     | 1. Jan. 1946  | 30. Sep. 1973         | S5                                    | Hp     | 1   | Seitenbahnsteig              |             |                 |        |             |     | | Höhenkirchen-Siegertsbrunn (Landkreis München)                      |
| Weßling (MWS) ·                         | 1. Juli 1903  | 28. Mai 1972          | S5 · S8                               | Bf     | 2   | Mittelbahnsteig              |             |                 |        |             | Bus | Weßlinger See | Weßling (Landkreis Starnberg)                                       |
| Westkreuz (MWKR) ·                      | 31. Mai 1970  | 28. Mai 1972          | S5 · S6 · S8                          | Bft    | 2   | Mittelbahnsteig              |             |                 |        |             | Bus | | Aubing-Lochhausen-Langwied                                          |
| Wolfratshausen (MWO) ·                  | 27. Juli 1891 | 31. Mai 1981          | S7                                    | Bf     | 2   | Mittelbahnsteig              |             |                 |        |             | Bus | | Wolfratshausen (Landkreis Bad Tölz-Wolfratshausen)                  |
| Zorneding (MZO) ·                       | 15. Okt. 1871 | 28. Mai 1972          | S4 · S6                               | Bf     | 2   | Mittelbahnsteig              |             |                 |        |             | Bus | | Zorneding (Landkreis Ebersberg)                                     |